# Lisa Scaffidi
Lisa-Michelle Scaffidi (nascuda Sanders; nascuda el 12 de febrer de 1960) és una antiga alcaldessa de Perth, a l'Austràlia Occidental. La primera dona alcaldessa de Perth, Scaffidi es va convertir en alcaldessa després de les eleccions al consell d'octubre de 2007, després de la jubilació del seu predecessor, Peter Nattrass, qui va ocupar un rècord de dotze anys en el càrrec. Scaffidi i la resta de l'ajuntament de Perth van ser suspesos el 2 de març de 2018, mentre el govern de l'estat investigava unes operacions de l'ajuntament.
L'octubre de 2015, la Comissió de corrupció i delinqüència d'Austràlia Occidental va trobar que Scaffidi havia realitzat actes incompatibles amb el seu càrrec, acceptant viatges als Jocs Olímpics de Beijing de 2008 finançats per empreses que tenien contractes amb l'ajuntament.